# Nicolás Tagliafico
Nicolás Alejandro Tagliafico (* 31. srpna 1992 Buenos Aires) je argentinský profesionální fotbalista, který hraje na pozici levého obránce za francouzský klub Olympique Lyon a za argentinský národní tým.

## Klubová kariéra

### Banfield
Tagliafico je odchovancem argentinského klubu CA Banfield, v jehož dresu debutoval 11. března 2011 při výhře 2:1 proti CA Tigre. V první sezóně v A-týmu odehrál 9 utkání, ve kterých se střelecky neprosadil.
V průběhu sezóny 2011/12 se stal pravidelným členem základní sestavy a 22. dubna 2012 vstřelil svoji první branku v dresu Banfieldu, a to když gólem zařídil klubu bod za remízu 1:1 proti CA San Lorenzo de Almagro. Po sestupu Banfieldu do Primera B Nacional požádal Tagliafico klub o přestup.

#### Real Murcia (hostování)
Dne 30. srpna 2012 odešel Tagliafico na roční hostování do španělského Realu Murcia, který hrál španělskou Segunda División. V klubu debutoval 11. září v zápase Copa del Rey, kdy odehrál celé utkání proti UD Almería, nicméně prohře 0:2 zabránit nedokázal. O čtyři dny později odehrál své první utkání v ligové soutěži, a to při remíze 2:2 proti CD Mirandés. V průběhu podzimní části sezóny se probojoval mezi pravidelné členy základní sestavy a v dresu Realu Murcia odehrál v ročníku 2012/13 28 soutěžních utkání.

### Independiente
Po sezóně, kterou Tagliafico odehrál s Banfieldem v druhé nejvyšší argentinské soutěži, se rozhodl klub opustit. S Banfieldem se mu podařilo postoupit zpátky do Primera División, ve které odehrál ještě polovinu sezóny 2014/15. Dne 10. února 2015 ale přestoupil do CA Independiente za částku okolo 3 milionů euro.
V dresu Independiente Tagliafico debutoval 15. února, když odehrál celé utkání proti CA Newell's Old Boys a svým výkonem pomohl k výhře 3:2. Ihned se stal pravidelným členem základní sestavy a 27. srpna debutoval v Copa Sudamericana, když se Independiente střetlo ve druhém kole s argentinským Arsenalem de Sarandí.
Dne 12. března 2016 se střelecky prosadil do sítě svého mateřského klubu, když gólem pomohl k ligové výhře 3:1 nad Banfieldem. Dne 9. dubna 2017 si navlékl na paži poprvé kapitánskou pásku a dovedl tým k ligové výhře 5:0 nad CA Patronato. V roce 2017 jako kapitán pozvedl nad svou hlavu trofej pro vítěze Copa Sudamericana, když Independiente po výsledcích 2:1 a 1:1 ve finále porazilo brazilské Flamengo.

### Ajax
Dne 5. ledna 2018 přestoupil Tagliafico do nizozemského Ajaxu za částku okolo 4 milionů liber. V klubu podepsal smlouvu do léta 2022. V dresu de Godenzonen debutoval 21. ledna při výhře 2:0 nad Feyenoordem. V klubu se stal hned po svém příchodu levým obráncem číslo jedna a do konce sezóny stihl odehrát ještě dalších 14 ligových utkání.
Dne 25. srpna 2018 debutoval Tagliafico v evropských pohárech, když se objevil v základní sestavě svého týmu při výhře 2:0 nad rakouským Sturm Grazem ve druhém předkole Ligy mistrů. I díky němu postoupil Ajax až do základní skupiny soutěže, když v předkolech postoupil postupně přes Sturm Graz, belgický Standard Liège a ukrajinské Dynamo Kyjev. Ajax skončil v základní skupině na druhé příčce za Bayernem Mnichov a postoupil tak do vyřazovací fáze, ve které se Ajax probojoval až do semifinále (poprvé v historii klubu od roku 1997), když si nejprve poradili s obhájci titulu, španělským Realem Madrid, v osmifinále po výhře 4:1 na Santiago Bernabéu a následně postoupili i přes italský Juventus po výsledcích 1:1 a 2:1. V prvním zápase semifinále porazil Ajax londýnský Tottenham Hotspur 1:0. V odvetném zápase na domácí půdě ještě o poločase Ajax vedl 2:0, nicméně ve druhém poločase vstřelil hattrick Lucas Moura (poslední branku vstřelil v 96. minutě) a otočil průběh celého dvojzápasu. Další gól v utkání nepadl a díky pravidlu venkovních gólů postoupil do finále londýnský celek.
V sezóně 2018/19 se Ajaxu kromě postupu do semifinále Ligy mistrů podařilo také vyhrát domácí ligovou soutěž a domácí pohár. Tagliafico v sezóně nastoupil do 46 soutěžních utkání, ve kterých vstřelil šest branek a na dalších šest přihrál.
Dne 20. ledna 2021 poprvé odehrál celé utkání v dresu Ajaxu s kapitánskou páskou, a dovedl svůj tým k výhře 1:0 nad AZ Alkmaar v osmifinále KNVB bekeru. V sezóně 2020/21 se Ajaxu podařilo opět získat domácí double, když ovládl jak Eredivisie, tak KNVB beker.

### Olympique Lyon
V létě 2022 přestoupil Tagliafico do francouzského klubu Olympique Lyon, se kterým podepsal kontrakt na tři sezony.

## Reprezentační kariéra
Tagliafico debutoval v reprezentačním dresu 9. června 2017, když nastoupil do přátelského utkání proti Brazílii.
V květnu 2018 byl nominován na závěrečný turnaj Mistrovství světa 2018 do Ruska. Na turnaji nastoupil do všech tří zápasů základní skupiny (proti Islandu, Chorvatsku a Nigérii) i do osmifinále proti Francii, ve kterém Argentina prohrála 3:4, a z turnaje tak vypadla.
Dne 8. září 2018 odehrál celé přátelské utkání proti Guatemale (výhra 3:0) s kapitánskou páskou. V červnu 2019 byl nominován na závěrečný turnaj Copa América 2019. Na turnaji odehrál všech 6 zápasů a v každém z nich byl v základní sestavě. Argentina na turnaji skončila třetí, když v zápase o třetí místo porazila 2:1 Chile.
Tagliafico si zahrál i na 2021 Copa América a 11. července nastoupil do finále, ve kterém Argentina porazila Brazílii a stala se jihoamerickým šampionem.

## Statistiky

### Klubové
K 9. dubnu 2022
| Klub                | Sezóna  | Liga               | Liga   | Liga | Pohár  | Pohár | Kontinentální poháry | Kontinentální poháry | Ostatní | Ostatní | Celkem | Celkem |
| Klub                | Sezóna  | Liga               | Zápasy | Góly | Zápasy | Góly  | Zápasy               | Góly                 | Zápasy  | Góly    | Zápasy | Góly   |
| ------------------- | ------- | ------------------ | ------ | ---- | ------ | ----- | -------------------- | -------------------- | ------- | ------- | ------ | ------ |
| Banfield            | 2010/11 | Primera División   | 9      | 0    | —      | —     | —                    | —                    | —       | —       | 9      | 0      |
| Banfield            | 2011/12 | Primera División   | 33     | 1    | —      | —     | —                    | —                    | —       | —       | 33     | 1      |
| Banfield            | 2013/14 | Primera B Nacional | 34     | 0    | —      | —     | —                    | —                    | —       | —       | 34     | 0      |
| Banfield            | 2014    | Primera División   | 14     | 1    | —      | —     | —                    | —                    | —       | —       | 14     | 1      |
| Banfield            | Celkem  | Celkem             | 90     | 2    | 0      | 0     | 0                    | 0                    | 0       | 0       | 90     | 2      |
| Real Murcia (host.) | 2012/13 | Segunda División   | 27     | 0    | 1      | 0     | —                    | —                    | —       | —       | 28     | 0      |
| Independiente       | 2015    | Primera División   | 31     | 1    | —      | —     | 6                    | 0                    | —       | —       | 37     | 1      |
| Independiente       | 2016    | Primera División   | 16     | 1    | —      | —     | 4                    | 0                    | —       | —       | 20     | 1      |
| Independiente       | 2016/17 | Primera División   | 28     | 0    | —      | —     | 11                   | 0                    | —       | —       | 39     | 0      |
| Independiente       | 2017/18 | Primera División   | 9      | 0    | —      | —     | 0                    | 0                    | —       | —       | 9      | 0      |
| Independiente       | Celkem  | Celkem             | 84     | 2    | 0      | 0     | 21                   | 0                    | —       | —       | 105    | 2      |
| Ajax                | 2017/18 | Eredivisie         | 15     | 1    | 0      | 0     | 0                    | 0                    | —       | —       | 15     | 1      |
| Ajax                | 2018/19 | Eredivisie         | 29     | 2    | 2      | 1     | 15                   | 3                    | —       | —       | 46     | 6      |
| Ajax                | 2019/20 | Eredivisie         | 24     | 3    | 3      | 0     | 11                   | 2                    | 0       | 0       | 38     | 5      |
| Ajax                | 2020/21 | Eredivisie         | 25     | 1    | 4      | 0     | 11                   | 0                    | —       | —       | 40     | 1      |
| Ajax                | 2021/22 | Eredivisie         | 17     | 1    | 4      | 1     | 3                    | 0                    | 1       | 0       | 25     | 2      |
| Ajax                | Celkem  | Celkem             | 110    | 8    | 13     | 2     | 40                   | 5                    | 1       | 0       | 164    | 15     |
| Celkem              | Celkem  | Celkem             | 311    | 12   | 14     | 2     | 61                   | 5                    | 1       | 0       | 387    | 19     |

### Reprezentační
K 29. březnu 2022
| Argentina | Argentina | Argentina |
| Rok       | Zápasy    | Góly      |
| --------- | --------- | --------- |
| 2017      | 1         | 0         |
| 2018      | 11        | 0         |
| 2019      | 13        | 0         |
| 2020      | 3         | 0         |
| 2021      | 8         | 0         |
| 2022      | 3         | 0         |
| Celkem    | 39        | 0         |

## Ocenění

### Klubová

#### Independiente
- Copa Sudamericana: 2017[38]

Ajax
- Eredivisie: 2018/19, 2020/21[38]
- KNVB Cup: 2018/19, 2020/21[39]

### Reprezentační

#### Argentina
- Copa América: 2021[38]

### Individuální
- Hráč měsíce Eredivisie: listopad 2018